# Bundesstiftung Bauakademie
Die Bundesstiftung Bauakademie ist eine rechtsfähige Stiftung des bürgerlichen Rechts der Bundesrepublik Deutschland und als gemeinnützig eingestuft. Ihr Zweck ist die Wiedererrichtung der Berliner Bauakademie und die Führung ihres Betriebs. Die Stiftung dient der Förderung von Bildung, Wissenschaft und Forschung sowie Kunst
und Kultur auf den Gebieten des Bauwesens. Zusammen mit Kooperationspartnern, darunter der Bundesstiftung Baukultur, soll sie in der Nähe des Humboldt Forums und der Museumsinsel eine nationale und internationale Forschungs- und Bildungseinrichtung zum Ideenaustausch über verschiedene Aspekte des nachhaltigen Planens und Bauens sowie der Stadtentwicklung bilden. Sie hat ihren Sitz in Berlin und unterliegt der Stiftungsaufsicht der Senatsverwaltung für Justiz, Verbraucherschutz und Antidiskriminierung.

## Geschichte

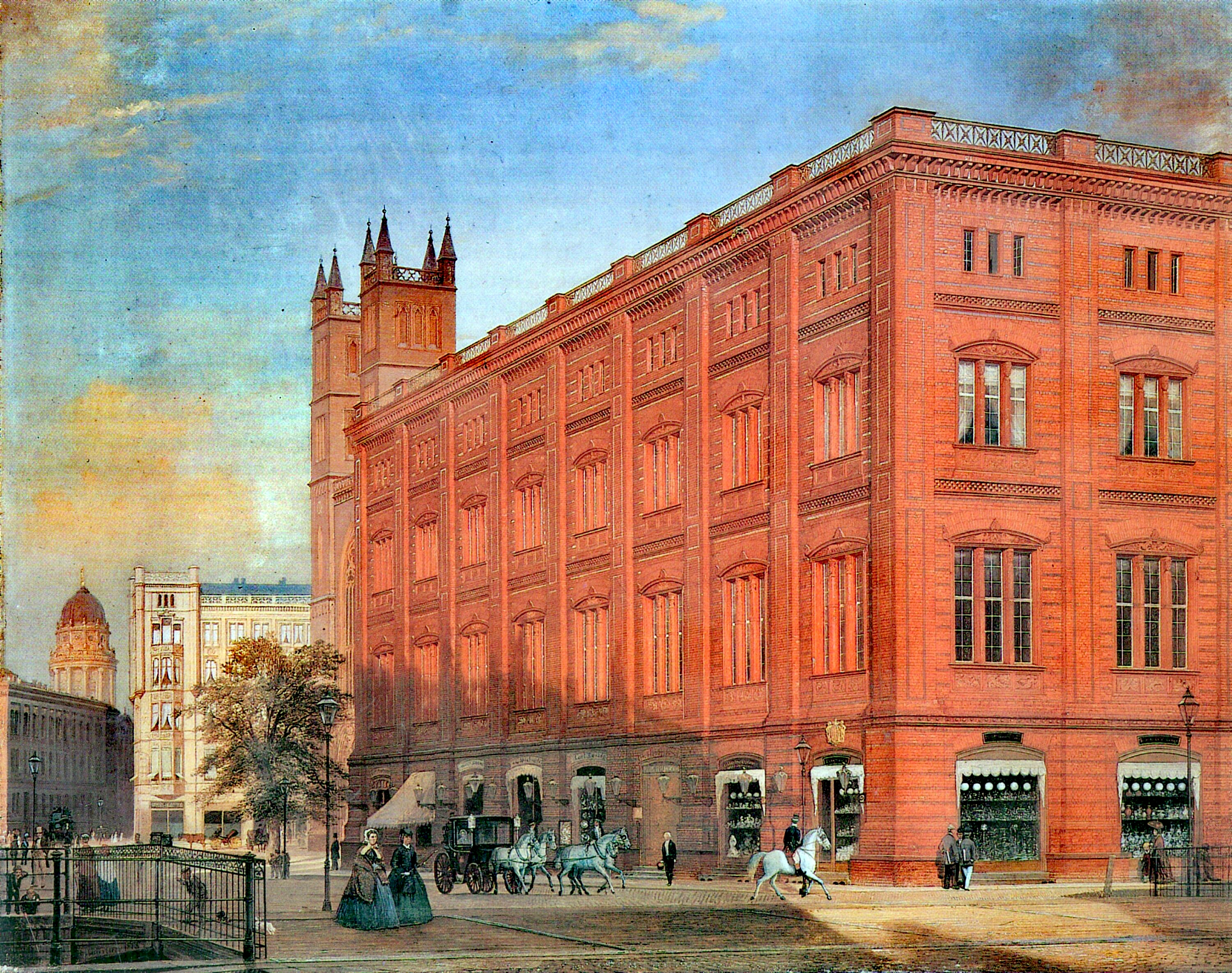
Die Bauakademie, Gemälde von Eduard Gaertner, 1868

Die Berliner Bauakademie war eine führende Bauakademie, von der im 19. Jahrhundert die Architektur der Schinkelschule ausging und über Preußen hinaus ausstrahlte. Auch in ihrem bis 1836 von Karl Friedrich Schinkel errichteten Akademiegebäude – einem an englischer Industriearchitektur angelehnten Sichtbacksteinbau – war diese Institution wegweisend für die Entwicklung der Moderne in Deutschland. Im Zweiten Weltkrieg ausgebrannt, wurde das wiederhergestellte Gebäude um 1962 abgebrochen.
Ab den 1990er Jahren wurde ein Wiederaufbau des Gebäudes diskutiert. Eine private „Errichtungsstiftung Bauakademie“ gründete sich im Jahr 2011. Im November 2016 empfahl der Haushaltsausschuss des Deutschen Bundestages für den „Wiederaufbau der Bauakademie“ 62 Millionen Euro zur Verfügung zu stellen. Eine „Machbarkeitsunterlage Wiedererrichtung Bauakademie“ wurde 2017 veröffentlicht. Der Empfehlung des Haushaltsausschusses folgte der Bundestag im Jahr 2018. Am 8. Mai 2019 konstituierte sich ein Stiftungsrat der Bundesstiftung Bauakademie aus fünf Vertretern des Bundestages sowie je einem Vertreter des Bundesministeriums des Innern, für Bau und Heimat, des Bundesministeriums der Finanzen, des Auswärtigen Amtes und des Landes Berlin. Der Vorsitz liegt satzungsgemäß immer beim Mitglied, das vom für Bauwesen zuständigen Bundesministerium entsandt wurde. Anschließend nahm die Bundesstiftung Bauakademie ihre Arbeit auf. Am 11. März 2021 bestellte der damals von Anne Katrin Bohle geleitete Stiftungsrat Guido Spars zum Gründungsdirektor, nachdem Florian Pronold, der am 12. November 2019 zum Gründungsdirektor gewählt worden war, die Stelle nicht angetreten hatte.
Zur Entwicklung eines Konzepts zur Durchführung der bevorstehenden Bauaufgabe wurden ein „Programmwettbewerb 2018“
sowie 2022 ein „Thinktank ‚Wettbewerb‘“ durchgeführt. Eine intensive Debatte über Architektur und Inhalte der künftigen Bauakademie, insbesondere über die Frage der Wiederherstellung ihres historischen Erscheinungsbildes, wird seit etwa 2017 darüber hinaus in Öffentlichkeit und Medien geführt. In ihrem Entwurf eines Koalitionsvertrags einigten sich Berliner CDU und SPD Anfang April 2023 auf „eine nachhaltige und klimagerechte Wiedererrichtung der Bauakademie, die zugleich die baukulturellen Werte von Karl Friedrich Schinkel verkörpert und Bezug nimmt zur historischen Umgebung“, vorzugsweise durch eine „entsprechende mit dem Bund und der Stiftung Bauakademie abgestimmte Ausgestaltung des Wettbewerbstextes für den Gestaltungswettbewerb“, erforderlichenfalls durch eine Gestaltungsverordnung des Berliner Senats.